# Pseudoyoungia gracilipes
Pseudoyoungia gracilipes là một loài thực vật có hoa trong họ Cúc. Loài này được (Hook. f.) D. Maity & Maiti mô tả khoa học đầu tiên năm 2010.